# Тедонган (река)
Тедонган је велика река у Северној Кореји која извире на планини Рангрим и тече југозападно до Корејског залива код града Нампо. На путу до ушћа протиче кроз главни град Пјонгјанг. Дуж реке постоје споменици као што су кула Јуче и трг Ким Ил-сунг.

## Географија
Река има дужину тока од 439 километара и углавном је дубока. Таедонг је пета најдужа река на Корејском полуострву, а друга у Северној Кореји. Осим кроз Пјонгјанг, река пролази кроз провинције Сунчон и Таехунг. Због своје дубине, река се често користи за транспорт. За велике бродове је пловна 65 км узводна од ушћа, мада већина комерцијалног саобраћаја завршава до града Сонгнима.

## Историја
Краљевство Когурио је основано на његовим обалама. Многа археолошких налазишта у неолиту и бронзаном добу пронађени су дуж реке, као и рушевина из доба краљевине Когурио. Река је некада била позната и као реке Пае.

## Бране и мостови
Влада је 1986. године је завршила брану  на ућшу реке Тедонган код града Нампо, дугу 8 километара и капацитета од 3 милијарде км3. Вода се користи у индустрији и пољопривреди за наводњавање. На реци постоји и брана Нионгвон која има задатак да обезбеди електричну енергију земљи. У Пјонгјангу на реци Тедонган постоји шест мостова.